# Graute
Graute ou Microconcreto é um material utilizado na construção civil, especialmente em obras baseadas em técnicas envolvendo alvenaria estrutural, embora também tenha aplicabilidade em outros métodos construtivos. Esse material consiste em uma mistura de cimento, pedrisco fino, pó de pedra ou areia e água, além de alguns aditivos plastificantes de base mineral ou orgânica.
O graute possui uma consistência bastante fluida, o que permite que ele seja facilmente aplicado em espaços confinados e estreitos dentro dos blocos da alvenaria. É um material com propriedades mecânicas similares as apresentadas pelo concreto, porém, com características que o tornam particularmente mais adequado para preenchimento de vazios e execução de reforços estruturais.

## Utilização
O Graute pode ser utilizado para preencher vazios e cavidades dentro de blocos de concreto, tijolos ou outros elementos de alvenaria, sobretudo em estruturas autoportantes. Isso ajuda a garantir que a estrutura seja sólida e uniforme, eliminando espaços vazios que poderiam comprometer a integridade estrutural.
Ao ser aplicado em pilares, colunas e outros elementos verticais da alvenaria, o graute aumenta a resistência e a capacidade de carga da estrutura. Ele é especialmente útil para reforçar áreas sujeitas a maiores esforços, como cantos e junções. Também é frequentemente usado para fixar barras de aço dentro da alvenaria estrutural. Isso é essencial para a criação de estruturas autoportantes reforçadas, proporcionando uma ligação forte entre o aço e os elementos de alvenaria.
Em estruturas de alvenaria já construídas, o graute pode ser utilizado para reparar fissuras, trincas e outros danos, restaurando a integridade do projeto.

### Principais usos
Dentre as principais formas de utilização do graute na construção civil, podemos listar as seguintes
- Preenchimento de vazios: Devido a alta fluidez, elevada capacidade de adesão e bons indices de resistência o graute se mostra um material de excelente qualidade para utilização no preencimento de vazios estruturais, dando as condições necessárias para maior durabilidade das edificações.[8]
- Reforço estrutural: Em função das suas propriedades de alta resistência e capacidade de preencher espaços complexos, o graute é um material de construção fundamental para o reforço e restauração de elementos estruturais danificados ou enfraquecidos.[9][10]
- Melhora da distribuição de tensões: A aplicação de graute, quando bem planejada,  tem a capacidade de distribuir as tensões estruturais da edificação de forma mais uniforme ao longo de sua seção transversal, minimizando a concentração de tensões em áreas críticas, evitando a formação de fissuras e trincas e posterior colapso das estruturas.[9]
- Ancoragem de elementos: O graute desempenha um papel fundamental na ancoragem de elementos metálicos em estruturas de concreto, garantindo uma fixação segura e duradoura. Sua alta resistência, poder de adesão e capacidade de preencher espaços com formatos complexos o tornam ideal para essa aplicação.[11]
- Outras aplicações: Além dos usos mais comuns aqui mencionados, o graute é um material versátil, o qual pode ser adotado como elemento auxiliar na impermeabilização das estruturas e para a proteção contra corrosão de elementos metálicos das edificações.[12]